# 林試の森公園
林試の森公園（りんしのもりこうえん）は、東京都目黒区下目黒と品川区小山台にまたがり所在する都立公園。

## 概要
西ケ原（現・東京都北区）にあった農商務省林野整理局樹木試験所（1878年（明治11年）設立）から、目黒川支流の羅漢寺川谷戸南側の北斜面の現在の地に植樹を移し、1900年（明治33年）6月に「目黒試験苗圃」を設置した。当時の広さは約45,000坪であった。
1905年（明治38年）に林野庁「林業試験所」、1910年（明治43年）に「林業試験場」と名称を変えた。また、この試験場の周辺に明治から大正にかけて多くの研究所が置かれた。戦後にかけても、北里研究所目黒支所、津村研究所、石炭綜合研究所、国立予防衛生研究所など、18の研究所が置かれていたことが見える。
試験場は1978年（昭和53年）に筑波研究学園都市に移転（現・国立研究開発法人森林研究・整備機構）し、跡地は東京都に払い下げられて公園として整備、1989年（平成元年）6月1日に「都立林試の森公園」として開園した。開園面積は12ha（約36,000坪）である。

### 拡張計画
本公園の南に隣接する国家公務員住宅跡地（2.2ha）と西に隣接する都営住宅跡地（0.5ha）のうち、それぞれ2.0haと0.18haを本公園の拡張領域にする計画がある。

## 園内
- 林業試験場当時の樹木がそのまま残されており、都内でも屈指のケヤキ、クスノキ、プラタナス、ポプラ、スズカケノキなどの巨木がある。その他、カイノキ、トチュウ、シナユリノキ、チンタオトゲナシニセアカシア、ベニカエデ、ヒマラヤゴヨウ、レバノンスギ等の外国産樹木やアベマキ、ハナガガシ、ニオイドロ、シマサルスベリ、ヨコグラノキ、ナナミノキ等の珍しい木などもあり解説のプレートもつけられている。
- 園内で最も太い木は幹周が3.82mのケヤキ。最も高い木は高さ35.5mのポプラ。
- 園内のアベマキの古木にはミズイロオナガシジミが発生する。都区内での自生は珍しい。
- 園内中央を南北に小さい谷地形が走る。これは、かつて小山台を流れていた品川用水（玉川上水の分水）を羅漢寺川に通水していた名残であり、当時を偲ばせる水車が復元されている。
- 大木の揃った森の他、芝生広場、デイキャンプ施設、夏期に子供が入れるじゃぶじゃぶ池、西側には野球やサッカーの練習（要申込で試合は不可）にも使用できるグラウンドも整備されている。
- 毎朝、朝早くからジョギング、ウォーキング、ラジオ体操など運動をする人が多い。

## アクセス
- 東急目黒線不動前駅または武蔵小山駅から徒歩
- 渋谷駅・恵比寿駅・五反田駅から東急バス渋72系統「林試の森入口」下車[3]
  - なお、「林試の森入口」バス停最寄りの入口は「あかしあ門」となり、他の入口へは他のバス停が近いケースもある。